# Kurt Kittner
Kurt Kittner (* 23. Januar 1980 in Schaumburg, Illinois) ist ein ehemaliger US-amerikanischer American-Football-Spieler auf der Position des Quarterback.

## Frühe Jahre
Kittner ging in seiner Geburtsstadt auf die Highschool. Später besuchte er die University of Illinois.

## NFL
Kittner wurde im NFL-Draft 2002 in der fünften Runde an 151. Stelle von den Atlanta Falcons ausgewählt. Zur NFL-Saison 2003 kam er das erste Mal am dritten Spieltag gegen die Tampa Bay Buccaneers zum Einsatz. Seinen ersten Touchdown warf er in Woche 7 gegen die New Orleans Saints. Insgesamt absolvierte er sieben Spiele für die Falcons. Kittner spielte kein weiteres Spiel in der NFL, obwohl er noch bei den Chicago Bears, Pittsburgh Steelers, New York Giants, New England Patriots und Cincinnati Bengals unter Vertrag stand.

## NFL Europe
2005 wechselte Kittner zu den Amsterdam Admirals in die NFL Europe. Mit ihnen holte er den World Bowl XIII und wurde in dem Spiel auch zum MVP ernannt.